# Ectoedemia heringi
Ectoedemia heringi là một loài bướm đêm thuộc họ Nepticulidae. Loài này có ở miền nam Đảo Anh to Ba Lan và further phía đông đến central Nga.
Sải cánh dài 4.2-5.3 mm. Con trưởng thành bay vào tháng 5 in phía nam và in tháng 6 và tháng 7 more in the north. Có một lứa một năm.
Ấu trùng ăn Castanea sativa, Quercus faginea, Quercus macrolepis, Quercus petraea, Quercus pubescens và Quercus robur. Chúng ăn lá nơi chúng làm tổ. 